# Гарольд Актон
Сер Гарольд Маріо Мітчелл Актон CBE (англ. Harold Mario Mitchell Acton; 5 липня 1904, Флоренція — 27 лютого 1994, Флоренція) — британський письменник, історик та естет, відомий як представник інтелектуального кола «золотої молоді» Лондона 1920-х років (клуб «Bright Young Things»). Він писав художню прозу, біографії, історичні твори та написав автобіографію. Під час перебування в Китаї він вивчав китайську мову, традиційну драму та поезію, деякі з творів він перекладав.
Він народився поблизу Флоренції, Італія, у відомій англо-італійській родині. В Ітонському коледжі він був одним із засновників Товариства мистецтв Ітона, перш ніж відправитися в Оксфорд, щоб читати економію, політологію та філософію в Крайст-Черч. Він був співзасновником авангардного журналу «Оксфордська мітла» та спілкувався з багатьма діячами інтелектуальної та літературної епохи, зокрема з Івлін Во, який частково взяв за основу особистість Гарольда для ролі Ентоні Бланша у Брайдсхеді. У період між війнами Актон жив у Парижі, Лондоні та Флоренції, досягнувши найбільшого успіху як історик, його великим твором було 3-томне дослідження Медічі та Бурбонів.
Після служби офіцером зв'язку Королівських ВПС у Середземному морі він повернувся до Флоренції, відновивши будинок свого дитинства, віллу Ла П'єтра, до колишньої слави. Актон був посвячений у лицарі в 1974 році і помер у Флоренції, залишивши Ла П'єтра Нью-Йоркському університету.

## Ранні роки

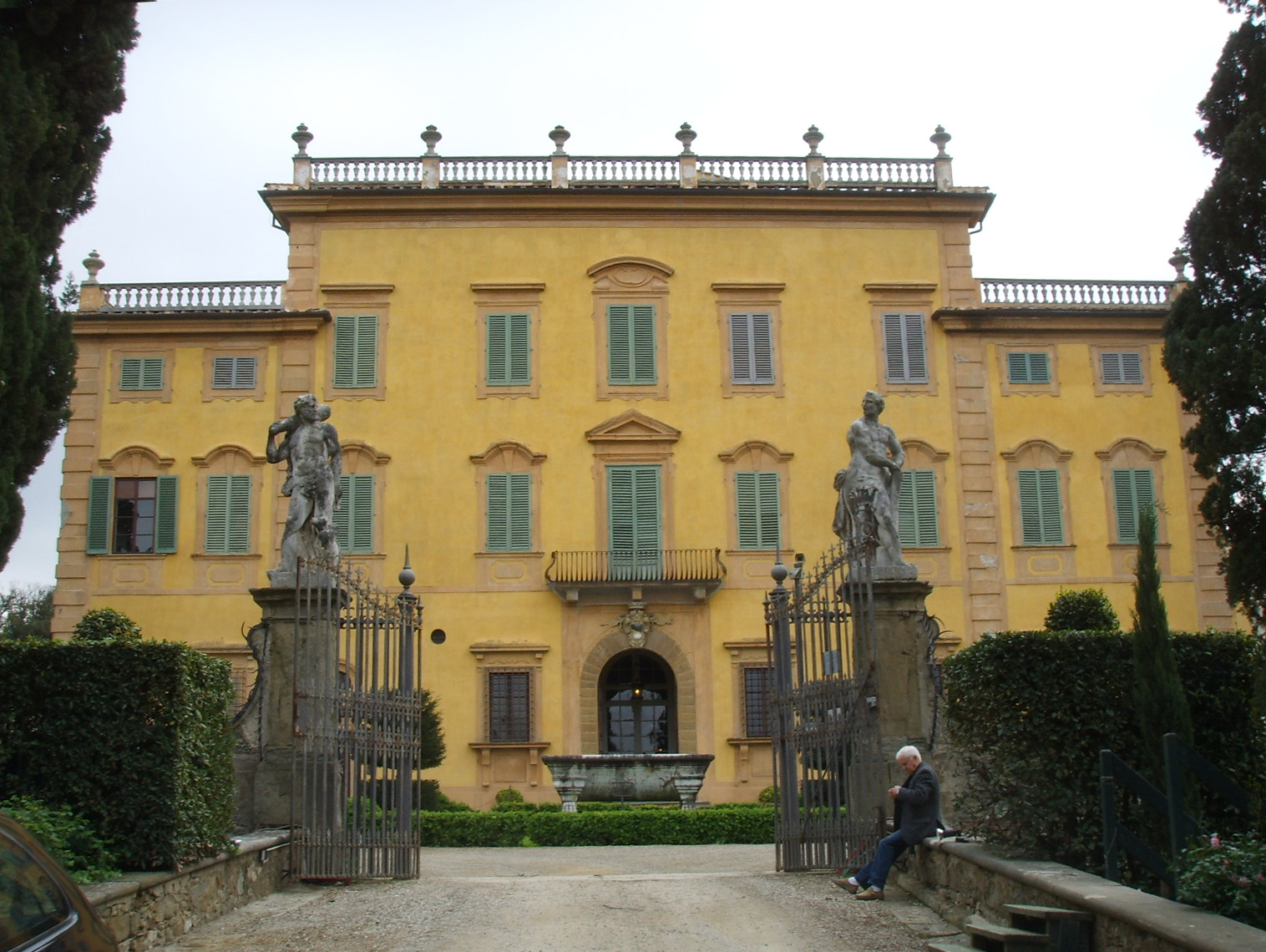
Вілла Ла П'єтра

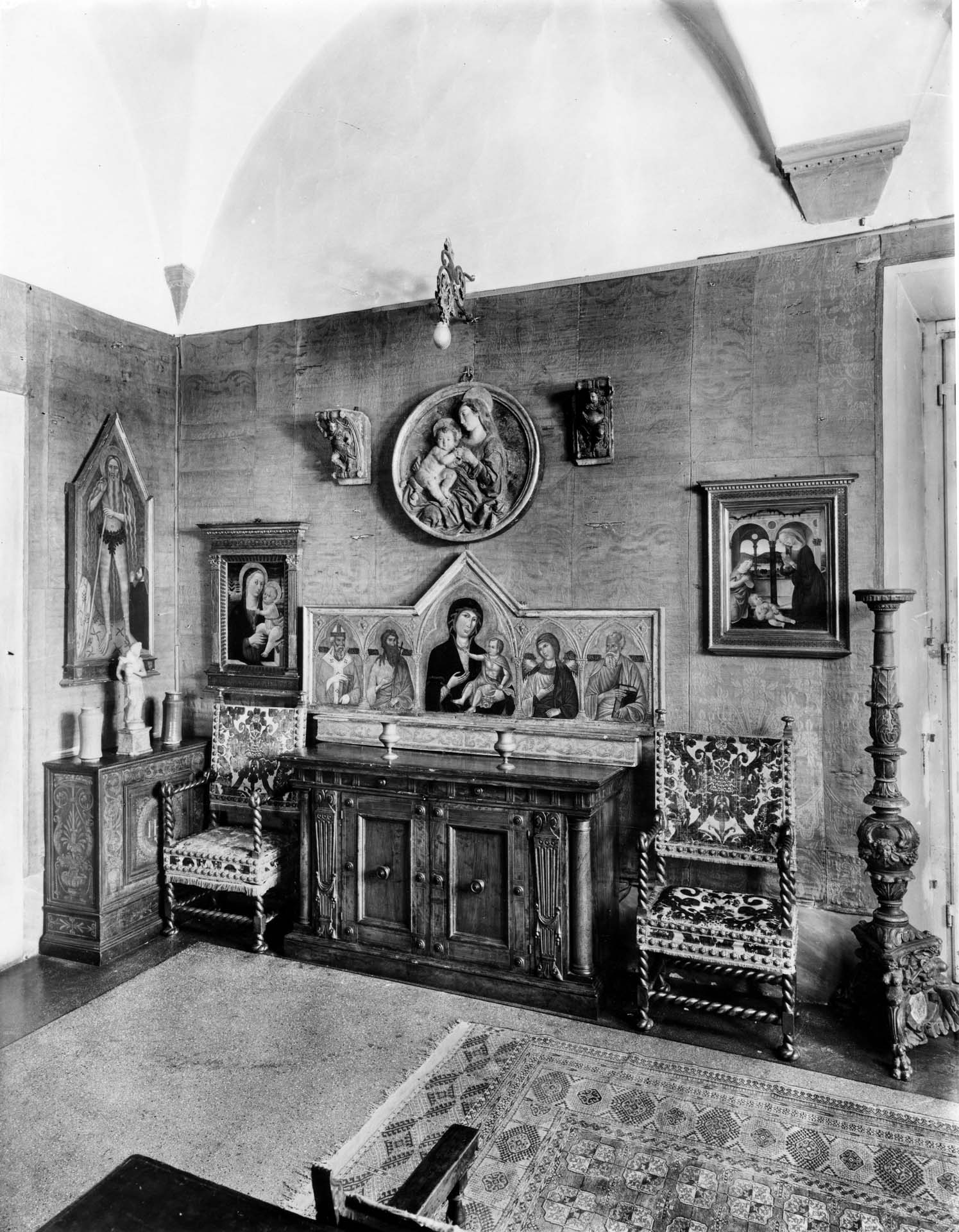
Sala del Crocifisso, Villa La Pietra, Флоренція, фото Foto Reali, Foto Reali Archive, [https://www.nga.gov/research/library/imagecollections.html Department of Image Collections, National Gallery of Art Library, Washington, DC

Актон народився у видатній англо-італо-американській сім'ї баронетів, згодом зведених до перів як барони Актон Олденхемські у віллі Ла П'єтра, будинку його батьків за милю від стін Флоренції, Італія. Він стверджував, що його прапрадідом був коммодор сер Джон Актон, 6-й баронет (1736—1811), який одружився з його племінницею, Мері Енн Актон, і який був прем'єр-міністром Неаполя за Фердинанда IV і дідом римо-католицького історика Лорда Актона. Цей зв'язок був спростований; Фактично Гарольд Актон походить від брата сера Джона Актона, генерала Джозефа Едварда Актона (1737—1830). Обидва ці брати служили в Італії і походять із шропширської родини Актонів.
Його батьком був успішний колекціонер і торговець мистецтвом Артур Актон (1873—1953), позашлюбний син Юджина Артура Роджера Актона (1836—1895), радника Міністерства сільського господарства і торгівлі Єгипту. Його мати, Гортензія Ленор Мітчелл (1871—1962), була спадкоємицею Джона Дж. Мітчелла, президента Іллінойського трастового та ощадного банку, призначеного члена Федеральної консультативної ради,  і довіреною людиною Чиказького художнього інституту (1908—1909).  Артур Актон познайомився з Гортензією в Чикаго, допомагаючи проектувати італійські риси нової будівлі банку в 1896 році, і статок Мітчелла дозволив Артуру Актону придбати чудову віллу La Pietra на пагорбах Флоренції, де Гарольд Актон жив протягом більшої частини його життя. Єдині сучасні меблі на віллі були в дитячих, і їх утилізували, коли діти підросли (молодший брат Гарольда Вільям Актон народився в 1906 році).

## Кар'єра та освіта
Він навчався в приватній школі міс Пенроуз у Флоренції. У 1913 році батьки відправили його до підготовчої школи Віксенфорд поблизу Редінгу на півдні Англії  :17де Кеннет Кларк був однокурсником. До 1916 року напади підводних човнів на кораблі зробили подорож до Англії небезпечною, тому Гарольда та його брата у вересні відправили до міжнародної школи Шато де Лансі поблизу Женеви. Восени 1917 року він пішов до «краммерс» в Ешлоуні в Кенті, щоб підготуватися до Ітона, куди він вступив 1 травня 1918 року. Серед його сучасників в Ітоні були Ерік Блер (письменник Джордж Орвелл), Сиріл Конноллі, Роберт Байрон, Алек Дуглас-Хоум, Ян Флемінг, Браян Говард, Олівер Мессел, Ентоні Пауелл, Стівен Рансімен і Генрі Йорк (романіст Генрі Грін).. В останні роки навчання в школі Актон став одним із засновників Товариства мистецтв Ітона, і одинадцять його віршів опубліковано в журналі The Eton Candle, який редагував його друг Брайан Говард.

### Оксфордські роки
У жовтні 1923 року Актон відправився в Оксфорд, щоб читати економію, політологію та філософію в Крайст-Черч. Саме з балкона своїх кімнат у Meadow Buildings він декламував у мегафон уривки з Пустої землі (епізод , описаний у Brideshead Revisited через персонажа Ентоні Бланша). Під час навчання в Оксфорді він став співзасновником авангардного журналу «Оксфордська мітла» та опублікував свою першу книгу віршів « Акваріум» (1923). Актон вважався провідною фігурою свого часу і часто отримував більше уваги в мемуарах того періоду, ніж люди, які досягли більшого успіху в подальшому житті; наприклад, валлійський драматург Емлін Вільямс описав цю зустріч з Актоном у своїй автобіографії «Джордж» (1961):
"Вклонившись із ввічливістю іншого віку й клімату, він заговорив англійською, бездоганно італійованою. «Я дуже прошу вибачення цієї поганої ночі – хоч я живу тут уже рік, мені дуже важко зорієнтуватися, я був навколо Тома, наче п’янець, надто божевільний – де наш дорогий Дін?' Він щиро подякував мені, підняв казанок із сліпучою посмішкою та підштовхнув Дінуорда, східного дипломата, щоб залишити прикрашену дорогоцінними каменями візитну картку. «Ісусе, — сказав Евверс, — що це?» «Він «оксфордський» естет, — повідомив я йому, — вікторіанець, його кімнати в Медоу лимонно-жовті, він стоїть на балконі й читає свої вірші в мегафон людям, що проходять повз, і він належить до Клубу лицемірів із Брайаном Говардом і Робертом Байроном і Івлін Во та всім цим набором, вони називають себе післявоєнним поколінням і носять серця на відворотах на відміну від довоєнного Руперта Брука, яка називала себе Соулс. Новонароджених дітей повинні їсти, зварених у вині.'":260f
Вільямс також описав рецензію Актона на «Портрет Доріана Ґрея» в оксфордській студентській газеті «Червелл» : «чарівна книжка для хлопчика, ми б запропонували дешеве видання, щоб зручно поміститися в кишеню шкільного блейзера»; і підсумував модерністський підхід Актона до літератури: «Але якщо знайти слова, мої дорогі, у чорному пудингу є краса». :314

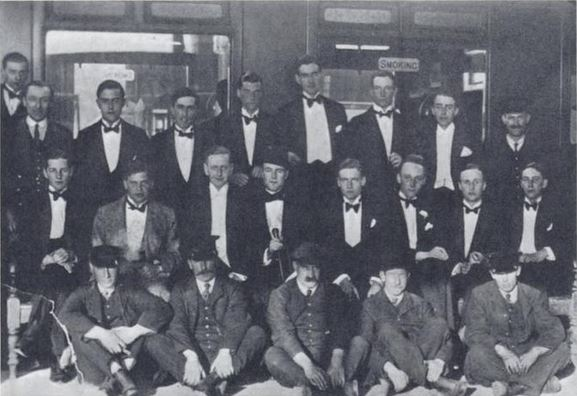
Залізничний клуб в Оксфорді, задуманий Джоном Сутро, домінує Гарольд Актон. Зліва направо, ззаду: Генрі Йорк, Рой Харрод, Генрі Веймут, Девід Планкет Грін, Гаррі Ставордейл, Браян Говард. Середній ряд: Майкл Росс, Джон Сутро, Х'ю Лігон, Гарольд Актон, Браян Гіннесс, Патрік Бальфур, Марк Огілві-Грант, Джонні Друрі-Лоу; спереду: носії.

В Оксфорді Актон домінував у Залізничному клубі, до якого входили: Генрі Йорк, Рой Гаррод, Генрі Тінн, 6-й маркіз Бат, Девід Планкет Грін, Едвард Генрі Чарльз Джеймс Фокс-Стренгвейс, 7-й граф Ілчестер, Браян Говард, Майкл Парсонс, 6-й граф Росса, Джон Сутро, Х'ю Лігон, Гарольд Актон, Браян Гіннесс, 2-й барон Мойн, Патрік Бальфур, 3-й барон Кінрос, Марк Огілві-Грант, Джон Друрі-Лоу.

### Вплив на Во
Івлін Во наповнив свої романи складними персонажами, заснованими на особистостях, яких він знав. Вважається, що Актон, принаймні частково, надихнув на персонажа «Ентоні Бланш» у романі Во «Повернення до Брайдсхеда» (1945). У листі до лорда Болдуіна Во писав: «У моїх романах інколи з'являється естетик під різними іменами — це 2/3 Брайан [Говард] і 1/3 Гарольд Актон. Люди думають, що це все Гарольд, який є набагато милішою та розумнішою людиною [ніж Говард]» :505Во також писав: "Персонажі моїх романів, які часто помилково ототожнювали з Гарольдом Актоном, були значною мірою взяті з Браяна Говарда ".

### Загальний страйк і після
У 1926 році Актон виконував обов'язки спеціального констебля під час загального страйку, незважаючи на те, що він був аполітичним, і отримав ступінь. У жовтні він зняв квартиру в Парижі на Quai de Bourbon, 29, і написав свій портрет Павлу Челичеву. Переїжджаючи між Парижем і Лондоном протягом наступних кількох років, Актон прагнув знайти свій голос як письменник. У 1927 році він почав працювати над романом, а на початку наступного року вийшла третя книга віршів «П'ять святих і додаток». За цим у березні з'явилася прозова байка "Корнеліан ". У липні Актон виконував роль шафера на весіллі Евелін Во з почесною Евелін Гарднер. «Занепад і падіння» Во містив присвяту Актону «в знак поваги та прихильності», але коли в жовтні 1928 року з'явився власний роман Актона під катастрофічною назвою " Будь-друм ", критики, як-от Сиріл Конноллі, порівнювали його з «Занепадом і падінням».
Наприкінці 1920-х років Гарольд часто відвідував лондонський салон леді Кунард, де в різний час він зустрічався з Езрою Паундом, Джозефом Дувіном та ірландським романістом Джорджем Муром. Під час візитів до Флоренції він зміцнив свою дружбу з Норманом Дугласом, який написав передмову до Актонового перекладу чудових мемуарів Джангастона Медічі XVIII століття «Останній із Медічі», приватно надрукованих у Флоренції в 1930 році як частина серії Лунгарно.. Четверта збірка віршів " Цей хаос " була опублікована в Парижі подругою Актона Ненсі Кунард, хоча переклад Джангастоуна вказував у більш багатообіцяючому напрямку. Історія справді виявилася набагато ближчою до Актона, ніж поезія. Його «Останні Медічі» (не плутати з попередньою книгою з подібною назвою) була опублікована Фабером у 1932 році, це перший із серії видатних внесків в італійські історичні дослідження.
Один уважний спостерігач, Алан Прайс-Джонс, відчув, що життя у Флоренції обтяжувало Актона своєю незначністю, оскільки, як і його батько, він був працьовитим і уважним ученим. Схід був втечею. Він оселився в Пекіні, як тоді називали Пекін, що йому було зручно. Він вивчав китайську мову, традиційну драму та поезію. Між своїм приїздом у 1932—1939 роках він опублікував шановані переклади «Віяло цвіту персика» та «Сучасна китайська поезія» (1936), обидва у співпраці з Чен Чін Чангом, і Відомі китайські п'єси (1937) у співпраці з Л. С. Арлінгтоном. Його роман «Півонії та поні» (1941) — гострий портрет емігрантського життя. Він переклав книгу «Клей і лак» (1941), вибрану з "Казок про збудження світу " письменника 17 століття Фен Менлунга з передмовою Артура Уейлі, провідного вченого-перекладача та члена Bloomsbury Group.
Друга японо-китайська війна спалахнула в 1937 році, але Актон не залишив її до 1939 року, коли він повернувся до Англії та приєднався до Королівських ВПС як офіцер зв'язку. Він служив в Індії та на тодішньому Цейлоні, а потім після визволення в Парижі. Після закінчення війни він повернувся до Флоренції. Ла-П'єтра була окупована німецькими солдатами, але він оперативно повернув їй належну славу.

## Літературні твори
Неісторичні твори Актона включають чотири томи поезії, три романи, дві повісті, два томи оповідань, два томи автобіографії та мемуари його подруги Ненсі Мітфорд, яка була його сучасницею. Його історичні праці включають «Останніх Медічі», дослідження пізніших великих герцогів Медічі, і два великих томи про дім Бурбонів, правителів Неаполітанського королівства у 18 і на початку 19 століття, які разом, можна сказати, становлять його магнум. опус.

## Нагороди та відзнаки
У 1965 році Актон отримав звання командора Ордена Британської імперії (CBE) і посвячений у лицарі в 1974 році Британський інститут у Флоренції, важливий центр англо-флорентійського культурного життя з 1917 року, перейменував свої колекції в Бібліотеку Гарольда Актона.

## Особисте життя
Актон був католиком; :151f його культурна та історична прихильність до Церкви залишалася незмінною протягом усього його життя. Ім'я Актона було вперше в петиції, поданій до Риму в 1971 році британською культурною елітою з проханням не скасовувати традиційний латинський обряд меси в Англії. :359 Його мати, спадкоємиця Гортензія Ленор Мітчелл, домінантна особистість у його житті, яка прожила до 90 років, не полегшувала йому життя, але він все одно залишався відданим і захоплюваним сином.
Актон був видатним членом Bright Young Things у Лондоні 1920-х років.

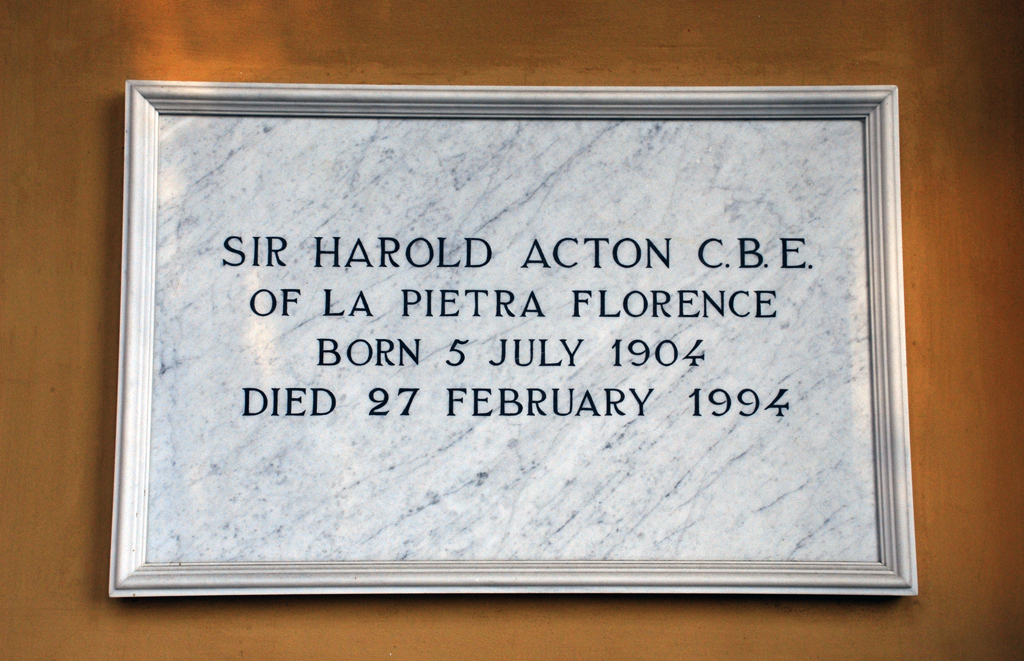
Чимітеро Євангеліко Аглі Аллорі

Після смерті Актона, у відповідь на журнальну статтю, в якій говорилося як про ймовірне самогубство брата Актона, так і про гомосексуальність Актона, автор А. Н. Вілсон зауважив: «Назвати його гомосексуалістом означало б неправильно зрозуміти всю суть його істоти» і що «він був більше асексуальним, ніж будь-що інше».
Був близьким з Дезмондом Парсонсом, що помер у 1937 році 26 річним.. За словами друзів Актона, Парсонс був для Актона «єдиним справжнім коханням усього його життя».
У статті американського письменника Девіда Планта описується час навчання Актона в Оксфорді як «мужчинний естет-денді», але зазначається, що під час перебування Актона в Китаї в 1930-х роках його пристрасть до хлопчиків призвела до секретного урядового документа, який описує його як «скандального розпусника», «і запобіг можливості його служби в тамтешній розвідці, коли почалася війна. Плант також описав молодих людей, яких Актон привітав у La Pietra, у тому числі Олександра Зільке, німецького фотографа та художника, який був коханцем Актона протягом останніх двадцяти п'яти років його життя.
Коли Актон помер, він залишив Віллу Ла П'єтра Нью-Йоркському університету. Залишаючи власність і колекцію своєї родини Нью-Йоркському університету, Актон висловив бажання використовувати маєток як місце зустрічі студентів, викладачів і гостей, які можуть навчатися, викладати, писати та проводити дослідження, а також як центр для міжнародних програм. Після його смерті експертиза ДНК підтвердила існування позашлюбної зведеної сестри, спадкоємці якої звернулися до суду, щоб оскаржити щоб оскаржити заповіт Актона на 500 мільйонів доларів Нью-Йоркському університету.
Актон був похований поряд зі своїми батьками та братом у римо-католицькій частині євангельського цвинтару Аллорі у південному передмісті Флоренції, Галлуццо (Італія).

## Публікації
- Акваріум, Лондон, Дакворт, 1923 рік
- Індіанський осел, Лондон, Дакворт, 1925 рік.
- П'ять святих і додаток, Лондон, Холден, 1927.
- Корнеліан, Лондон, The Westminster Press, 1928.
- Humdrum, Лондон, The Westminster Press, 1928.
- Останній з Медічі, Флоренція, Дж. Оріолі, 1930.
- Цей хаос, Париж, Hours Press, 1930.
- Останній Медічі, Лондон, Faber & Faner, 1932.
- Сучасна китайська поезія (разом з Чень Ши-Сяном), Дакворт, 1936.
- Відомі китайські п'єси (з Л. С. Арлінгтоном), Пейпін, Анрі Ветч, 1937.
- Glue and Lacquer: Four Cautionary Tales (разом з Lee Yi-Hsieh), Лондон, The Golden Cockerel Press, 1941.
- Півонії та поні, Лондон, Chatto & Windus, 1941; об/пр Оксфорд в Азії в м'якій палітурці. Гонконг; Нью-Йорк: Oxford University Press, 1983.
- Memoirs of an Esthete, London, Methuen, 1948; перевидано Лондон, Метуен, 1970.
- Принц Ісідор, Лондон, Метуен, 1950 рік.
- Неаполітанські Бурбони (1734—1825), Лондон, Метуен, 1956.
- Фердінандо Галіані, Рим, Edizioni di Storia e di Letteratura, 1960.
- Флоренція (разом з Мартіном Гуерліманом), Лондон, Темза і Гудзон, 1960.
- Останні Бурбони Неаполя (1825—1861), Лондон, Метуен, 1961.
- Старі лампи для нових, Лондон, Метуен, 1965.
- More Memoirs of an Esthete, London, Methuen, 1970.
- Тит за око, Лондон, Хеміш Гамільтон, 1972.
- Тосканські вілли, Лондон, Темза і Гудзон, 1973; перевидано як The Villas of Tuscany, Лондон, Темза та Гудзон, 1984.
- Ненсі Мітфорд: Мемуари, Лондон, Хеміш Гамільтон, 1975.
- Віяло персикового цвіту (разом з Чень Ші-Сяном), Берклі, Каліфорнійський університет, 1976.
- Змова Пацці, Лондон, Темза і Гудзон, 1979.
- The Soul's Gymnasium, Лондон, Хеміш Гамільтон, 1982.
- Три надзвичайних посла, Лондон, Темза і Гудзон, 1984.
- Florence: a Travellers' Companion (вступ; тексти ред. Едварда Чейні), Лондон, Констебль, 1986.

## Додаткова література

### Значні вторинні джерела
- Martin Green, 2008 [1977], Children of the Sun: A Narrative of „Decadence“ in England After 1918, Mount Jackson, VA, USA: Axios Press, ISBN 1604190019, see  or , accessed 11 July 2015. [A book in which Acton features very prominently. For his relationship to villa La Pietra, see pp. 1–8, 94–117, 220, 393—395, and 425f. For his early education, see pp. 11, 79, 103, and 115f. For his time at Eton, see pp. 98f, 127—182, and 256. For his time at Oxford, see pp. 2ff, 11, 20, 82, 117, 155, 163—195, 201, 227, 305, and 464. For his experiences in World War II, see pp. 333–355, and 367. For his parents Arthur and Hortense, see pp. 6, 102—114, 338, and 385f.]
- Charlotte Eagar, 2011, „The house of secrets and lies,“ The Sunday Times (magazine, online), 3 July 2011, see , accessed 11 July 2015. Subtitle: „The art dealer Arthur Acton's love affair with an Italian beauty led to an illegitimate child, two exhumed bodies and a long-running, vicious feud.“
- Alan Pryce-Jones, 1994, „Obituary: Sir Harold Acton,“ The Independent (online), 28 February 1994, see , accessed 11 July 2015.
- D. J. Taylor, 2007, Bright Young People: The Lost Generation of London's Jazz Age, New York, NY, USA: Macmillan-FSG, ISBN 0374116830, , accessed 11 July 2015. [See pp. 21–31, 68, 74–77, 83–88, 127, 140ff, 150, 163—166, 171—179, 189—205, 216—218, 231, 257, 279—288, 311—315.]
- Luca Baratta, (2020), „Evoking the Atmosphere of a Vanished Society“: la Firenze fantasmatica di Sir Harold Acton in The Soul's Gymnasium (1982)’, Mediazioni. Rivista online di Studi Interdisciplinari su Lingue e Culture, 27, pp. A139-A165.

### Архівні ресурси
- Документи Гарольда Актона, 1904–1994 (3,83 лінійних футів) зберігаються в Бібліотеці рідкісних книг і рукописів Бейнеке Єльського університету.
- Листування Гарольда Актона з Рут Пейдж і Томасом Х. Фішером, 1948—1952, зберігається в Нью-Йоркській публічній бібліотеці.
- Лист з автографом Гарольда Маріо Мітчелла Актона, підписаний: Флоренція, до Герберта Кахуна, 18 червня 1961 року (1 одиниця (4 сторінки)) зберігається в бібліотеці Пірпонта Моргана.
- Документи Робіна Макдуала, приблизно 1933–1980 (0,21 погонних футів) зберігаються в Бібліотеці рідкісних книг і рукописів Бейнеке Єльського університету.

### Інші джерела
- Едвард Чейні, „Сер Гарольд Актон“, Оксфордський словник національної біографії, 2004.
- Едвард Чейні та Ніл Річі, Оксфорд, Китай та Італія: Твори на честь сера Гарольда Актона, Флоренція-Лондон, 1984.
- fr:Jean-Marie Thiébaud, „Une famille bisontine d'origine anglaise“: les Acton», Procès-verbaux et Mémoires de l'Académie de Besançon et de Franche-Comté, Безансон, 1987.
- Крістофер Холліс, Оксфорд у двадцяті (1976).